# Мегленица
Мегленица, позната и као Колудејска река (грчки: Μογλενίτσας, Могленицас), је река у Егејској Македонији, Грчка.
Мегленица настаје у области Меглен сливањем различитих мањих потока, који извиру на планини Ниџе. Тече на југ и до 1930. године се уливала у Пазарско језеро и истицала из њега као река Караазмак (Лудиас). Међутим, пресушивањем језера река се слива са реком Водом (Водас) у области Сланица у уређен канал, који се на грчком зове Колудеј, а улива се у Бистрицу (Алиакмонас) код села Кулура. Главна притока Мегленице је негушка река Арапица.